# Alexander Macfarlane
Pour les articles homonymes, voir Macfarlane.
Alexander Macfarlane (21 avril 1851 – 28 août 1913) est un logicien, physicien et mathématicien écossais.

## Biographie
Macfarlane naît à Blairgowrie, en Écosse, de Daniel MacFarlane (bottier à Blairgowrie) et d'Ann Small. Il étudie à l'université d'Édimbourg. Sa thèse de doctorat, intitulée The disruptive discharge of electricity rend compte des résultats expérimentaux du laboratoire de Peter Guthrie Tait.
En 1878, Macfarlane fait une conférence à la Royal Society of Edinburgh sur la logique algébrique introduite par George Boole. Il est élu membre de la Royal Society of Edinburgh, grâce au soutien de Peter Guthrie Tait, Philip Kelland, Alexander Crum Brown et John Hutton Balfour. L'année suivante, il publie Principles of the Algebra of Logic qui interprètent les expressions variables booléennes avec une manipulation algébrique.
Au cours de sa vie, Macfarlane joue un rôle de premier plan dans la recherche et l'éducation. Il enseigne aux universités d'Édimbourg et de St Andrews, est professeur de physique à l'université du Texas (1885-1894), professeur d'électricité avancée, et plus tard de physique mathématique, à l'université Lehigh. En 1896, Macfarlane encourage l'association des étudiants de la Quaternion Society (en) à promouvoir l'algèbre. Il devient secrétaire de la Quaternion Society puis président en 1909. Il édite la Bibliographie des quaternions que la Société publie en 1904.
Macfarlane est également l'auteur d'un recueil populaire de biographies mathématiques de 1916 (Ten British Mathematicians) et d'un ouvrage similaire sur les physiciens (Lectures on Ten British Physicists of the Nineteenth Century, 1919). Macfarlane est entraîné de son vivant dans la révolution de la géométrie, notamment sous l'influence de G. B. Halsted qui est professeur de mathématiques à l'université du Texas. Macfarlane est à l'origine d'une Algebra of Physics, qui est son adaptation des quaternions à la science physique. Sa première publication sur l'analyse spatiale, Space Analysis , précède de dix-sept ans la présentation de l'espace de Minkowski.
Macfarlane participe activement à plusieurs congrès internationaux de mathématiciens, dont la réunion primordiale de Chicago en 1893 et la réunion de Paris en 1900 où il parle de « l'application de l'analyse spatiale aux coordonnées curvilignes ».
Macfarlane prend sa retraite à Chatham, en Ontario, où il meurt en 1913.

## Space analysis
Alexander Macfarlane stylise son travail en « Space Analysis ». En 1894, il publie ses cinq articles antérieurs et une critique du livre Utility of Quaternions in Physics d'Alexander McAulay. Les numéros de page proviennent de publications précédentes et le lecteur est censé être familier avec les quaternions. Le premier article est "Principles of the Algebra of Physics" où il propose pour la première fois l'algèbre des quaternions hyperboliques, car « un étudiant en physique trouve une difficulté dans le principe des quaternions qui rend le carré d'un vecteur négatif. » Le deuxième article est "The Imaginary of the Algebra". De manière comparable à Homersham Cox (1882-1883),, Macfarlane utilise le verseur hyperbolique comme quaternion hyperbolique correspondant au verseur (en) de Hamilton. La présentation est encombrée par la notation
{\displaystyle h\alpha ^{A}=\cosh A+\sinh A\ \alpha ^{\pi /2}.}
Plus tard, il se conforme à la notation exp(A α) utilisée par Leonhard Euler et Sophus Lie. L'expression {\displaystyle \alpha ^{\pi /2}} vise à souligner que α est un verseur droit, où π/2 est la mesure d'un angle droit en radians. Le π/2 dans l’exposant est en fait superflu.
Le troisième article est "Fundamental Theorems of Analysis Generalized for Space". Au congrès des mathématiciens de 1893, Macfarlane lit son article « On the definition of the trigonometric functions » dans lequel il propose que le radian soit défini comme un rapport d'aires plutôt que de longueurs : « Le véritable argument analytique en faveur des rapports circulaires n'est pas le rapport des l'arc au rayon, mais le rapport du double de l'aire d'un secteur au carré du rayon. » L'article est retiré des actes publiés du congrès des mathématiciens (reconnu à la page 167) et publié en privé dans ses Papers on Space Analysis (1894). Macfarlane parvient à cette idée de rapports d'aires en considérant la base de l'angle hyperbolique qui est défini de manière analogue.
Le cinquième article est "Elliptic and Hyperbolic Analysis" qui considère la loi sphérique des cosinus (en) comme le théorème fondamental de la sphère, et passe aux analogues de l'ellipsoïde de révolution, de l'ellipsoïde général et des hyperboloïdes équilatéraux à une et deux nappes, où il fournit la loi hyperbolique des cosinus.
En 1900, Alexander publie "Hyperbolic Quaternions" avec la Royal Society d'Édimbourg et inclut une planche de neuf figures, dont deux affichent des hyperboles conjuguées. Ayant été piqué au vif lors du Grand Débat sur les vecteurs à cause de la non-associativité de son algèbre de physique, il rétablit l'associativité en revenant aux biquaternions, une algèbre utilisée par les étudiants de Hamilton depuis 1853.

## Publications
- 1879 : Principles of the Algebra of Logic sur Internet Archive.
- 1885 : Physical Arithmetic sur Internet Archive.
- 1887 : The Logical Form of Geometrical Theorems dans Annals of Mathematics, vol. 3, p. 154-155.
- 1894 : Papers on Space Analysis.
- 1898 : Critique de livre : « La Mathématique ; philosophie et enseignement » par CA Laissant dans Science 8 : 51-53.
- 1899 : The Pythagorean Theorem de Science 34 : 181-1812.
- 1899 : The Fundamental Principles of Algebra de Science 10 : 345-364.
- (en) Alexander Macfarlane, Review of A Treatise on Universal Algebra, t. 9, coll. « Science », 1899
- 1906 : Vector Analysis and Quaternions.
- 1910 :Unification and Development of the Principles of the Algebra of Space à partir du Bulletin de la Quaternion Society.
- 1911 : Critique de livre : Life and Scientific Work of P.G. Tait by C.G. Knott de Science 34 : 565-566.
- 1912 : A System of Notation for Vector-Analysis; with a Discussion of the Underlying Principles du Bulletin de la Quaternion Society.
- 1913 :  On Vector-Analysis as Generalized Algebra, discours au 5e Congrès international des mathématiciens, Cambridge, via Internet Archive
- 1916 : (en) Alexander Macfarlane, Lectures on Ten British Mathematicians of the Nineteenth Century, New York, John Wiley & Sons, Inc., 1916 (lire en ligne)[17],[18]
- Alexander Macfarlane, Lectures on Ten British Physicists of the Nineteenth Century, New York, John Wiley and Sons, 1919 (lire en ligne)[19]
- Publications d'Alexander Macfarlane du Bulletin de la Quaternion Society, 1913

## Distinctions
Alexander Macfarlane est membre de l'Academia pro Interlingua.